# Dżahandar Abdolbagher
Dżahandar Abdolbagher (pers. ‏جهاندار عبدالباقر‎) – irański zapaśnik w stylu wolnym. Brąz w mistrzostwach Azji w 1979. Szósty w mistrzostwach świata w 1970 roku.